# Ribalonga (Carrazeda de Ansiães)
Ribalonga é uma povoação portuguesa do Município de Carrazeda de Ansiães que foi sede da extinta Freguesia de Ribalonga, freguesia que tinha 7,04 km² de área e 92 habitantes (2011), e, por isso, uma densidade populacional de 13,1 hab/km².
A Freguesia de Ribalonga foi extinta em 2013, no âmbito de uma reforma administrativa nacional, tendo sido agregada à Freguesia de Castanheiro para formar uma nova freguesia denominada União das Freguesias de Castanheiro do Norte e Ribalonga com a sede em Castanheiro.
A igreja da aldeia data do século XVII sendo a sua padroeira Santa Marinha, tendo a freguesia ainda as localidades de Tua e Zimbro.

## População
| População da freguesia de Ribalonga | População da freguesia de Ribalonga | População da freguesia de Ribalonga | População da freguesia de Ribalonga | População da freguesia de Ribalonga | População da freguesia de Ribalonga | População da freguesia de Ribalonga | População da freguesia de Ribalonga | População da freguesia de Ribalonga | População da freguesia de Ribalonga | População da freguesia de Ribalonga | População da freguesia de Ribalonga | População da freguesia de Ribalonga | População da freguesia de Ribalonga | População da freguesia de Ribalonga |
| ----------------------------------- | ----------------------------------- | ----------------------------------- | ----------------------------------- | ----------------------------------- | ----------------------------------- | ----------------------------------- | ----------------------------------- | ----------------------------------- | ----------------------------------- | ----------------------------------- | ----------------------------------- | ----------------------------------- | ----------------------------------- | ----------------------------------- |
| 1864                                | 1878                                | 1890                                | 1900                                | 1911                                | 1920                                | 1930                                | 1940                                | 1950                                | 1960                                | 1970                                | 1981                                | 1991                                | 2001                                | 2011                                |
| 367                                 | 409                                 | 453                                 | 498                                 | 461                                 | 460                                 | 419                                 | 488                                 | 540                                 | 403                                 | 339                                 | 251                                 | 171                                 | 115                                 | 92                                  |

## Património
- Fraga pintada do Cachão da Rapa